# Targhe d'immatricolazione di Capo Verde

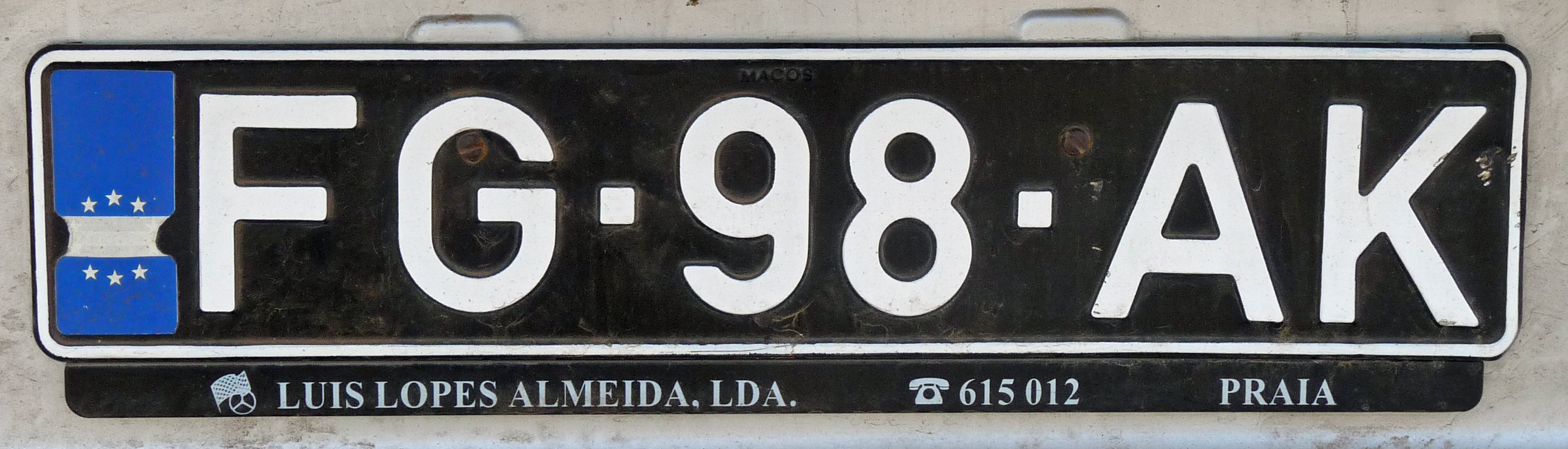
Formato in uso con banda azzurra (FG = Isola di Fogo)

Le targhe d'immatricolazione di Capo Verde, destinate ad identificare i veicoli immatricolati nell'arcipelago, sono derivate da quelle portoghesi emesse dal 1937 al 1992.

## Sistema attuale

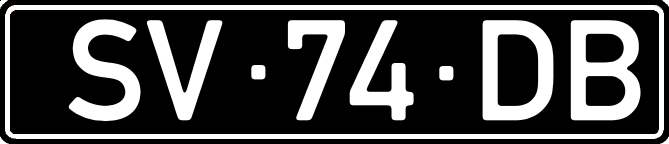
Formato senza banda azzurra per veicoli privati

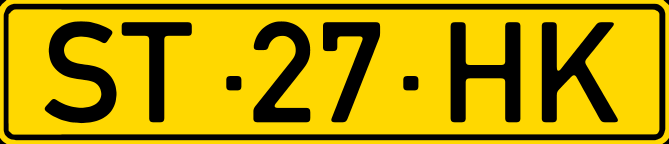
Formato senza banda azzurra per veicoli non privati (taxi e autobus)

Dal 1992 le targhe d'immatricolazione hanno mantenuto i colori di quelle vecchie per i veicoli privati, mentre quelli adibiti a servizio pubblico (autobus e taxi) si contraddistinguono per i caratteri neri su fondo giallo. 
Il contorno delle targhe ordinarie è diventato bianco e le prime due lettere indicano l'isola di provenienza secondo il seguente schema:
- BR - Brava
- BV - Boa Vista
- FG - Fogo
- MA - Maio
- SA - Santo Antão

- SL - Sal
- SN - São Nicolau
- ST - Santiago
- SV - São Vicente

Il formato è AB-12-CD, dove AB è la sigla identificativa dell'isola. Si può inserire la bandiera di Capo Verde su una banda azzurra posizionata a sinistra. Il font può essere scelto liberamente. 

### Veicoli importati

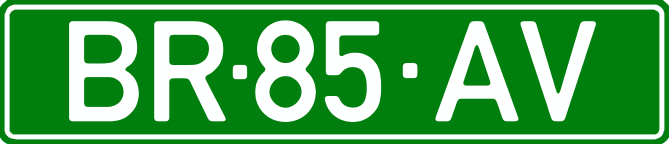

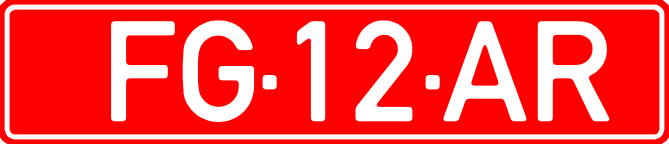

Le targhe provvisorie per veicoli importati hanno le scritte bianche su fondo verde o rosso, a seconda che il proprietario sia residente nel territorio nazionale o all'estero.

### Forze Armate

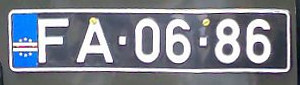
Targa di un veicolo dell'aviazione

I veicoli delle Forze Armate hanno targhe nere con caratteri bianchi, spesso con banda azzurra e bandiera nazionale a sinistra. Le lettere FA (che stanno per Força Aérea) o DC (iniziali di Defence Corps) precedono un trattino ed una coppia di due cifre separate da un secondo trattino.

### Autovettura del Presidente
L'auto ufficiale del Presidente della repubblica si distingue per la sequenza PR CV.

### Ciclomotori delle amministrazioni locali
I targhini dei ciclomotori delle amministrazioni municipali di Praia, Sal e Tarrafal sono neri con caratteri bianchi e si distinguono per il formato "CMP-01/18", "CMS-01/18" e "CMT-01/18" rispettivamente, dove "CM" sta per Câmara Municipal, mentre l'ultima lettera è l'iniziale delle isole sopra specificate; il numero progressivo a due cifre è seguito da una linea obliqua e dalle ultime cifre dell'anno di immatricolazione (es.: 18 = 2018).

### Veicoli governativi

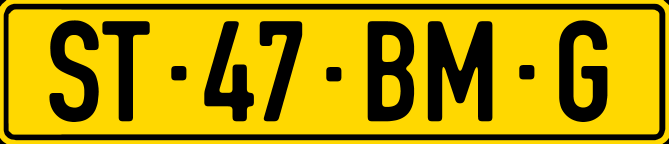

Le targhe dei veicoli governativi sono gialle con caratteri neri, a volte con la lettera G aggiunta alla fine della sequenza alfanumerica.

### Targhe diplomatiche

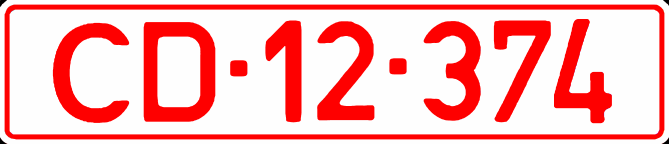

Le targhe diplomatiche sono bianche con bordo e caratteri rossi ed hanno i formati CD-12-345 o (solo per i capi di missioni diplomatiche) CMD-12-345, dove il primo blocco di numeri indica il Paese, ad esempio 16 = Stati Uniti. I veicoli delle Nazioni Unite hanno il formato CD-ONU-123.

### Automezzi delWFP

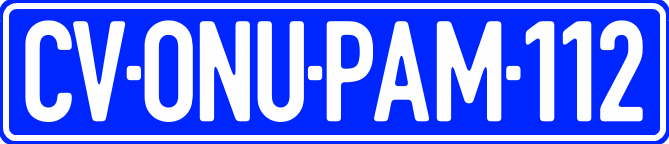

Gli automezzi del Programma Alimentare Mondiale delle Nazioni Unite (World Food Programme - WFP) sono azzurre con bordo e caratteri bianchi; la serie è composta dalle lettere fisse CV che precedono un trattino, la sigla ONU, un secondo trattino, le lettere PAM iniziali di Programme Alimentaire Mondial in francese, un terzo trattino e la numerazione che attualmente è di tre cifre.

## Vecchio sistema

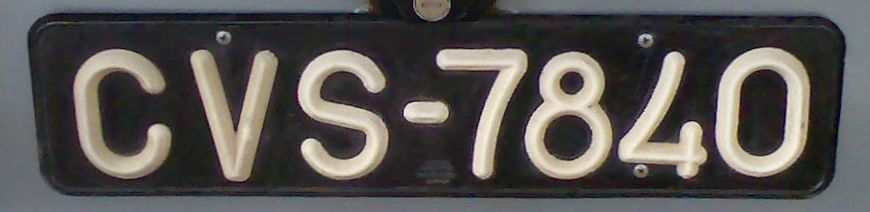
Una targa pre-anni '50 di una vettura immatricolata nelle Isole di Sotavento

Fino al 1992, quando si usava il sistema portoghese, le targhe avevano il formato CVx-1234, dove la "x" era una S per Ilhas do Sotavento o una B per Ilhas do Barlavento (Sotavento e Barlavento sono i due gruppi di isole che formano Capo Verde). Le targhe erano nere con caratteri bianchi.